# Fänrik Ståls sägner (film, 1910)
Fänrik Ståls sägner är en svensk kort dramafilm från 1910 i regi av Carl Engdahl. 

## Om filmen
Filmen premiärvisades 7 februari 1910 på Malmö Gamla Biograf i Malmö. Filmen spelades in vid Svenska Biografteaterns ateljé i Kristianstad med exteriörer från Ekestad och Kjugekull av Robert Olsson. 
Som förlaga har man Johan Ludvig Runebergs dikter Fänrik Ståls sägner och Peter Fristrup och Hjalmar Selanders pjäs Fänrik Stål som visades första gången på Kristianstads teater 1907.
En nyinspelning av Runebergs dikter om Fänrik Stål genomfördes 1926 i regi av John W. Brunius.

## Roller i urval
- Wilgot Ohlsson - fänrik Stål och general Sandels
- Axel de la Motte - student (dikternas berättarjag)
- Gottfrid Hallberg - officer i första återblicken och i Sven Dufva-avsnittet/Läkare i Döbeln-avsnittet
- Ellen Hallberg - Ann-Sofi, kyrkoherdens dotter
- Käthie Jacobsson - Gertrud, kyrkoherdens hushållerska och fostersyster till Molnets broder
- Georg Dalunde - Molnets broder och General von Döbeln
- Ellen Ströbäck - torpflicka
- Ellen Wiktorin - torpflickans mor
- Gotthard Jacobsson - torparflickans far och Sandels' adjutant
- Torsten Jacobsson - ordonnans i avsnittet Torpflickan, Ilbud i Sandels-avsnittet
- Carl Engdahl - pastorn i Pardala
- Oscar Söderholm - Sven Dufva
- Frida Greiff - Lotta Svärd
- Idof Bergqvist - Molnets broders fosterfader samt man som passar upp vid Sandels frukost